# آندرانیک ماکاریان
آندرانیک آزتاوازدی ماکاریان (ارمنی: Անդրանիկ Արտավազդի Մակարյան؛ زادهٔ ۱۲ مهٔ ۱۹۶۶) یک فرد نظامی اهل ارمنستان است که از تاریخ ۲۸ نوامبر ۲۰۱۹ تا کنون سمت رئیس اداره کل آمادگی نیروهای مسلح جمهوری ارمنستان را برعهده داشت.

## زندگی‌نامه
در ۱۲ مهٔ ۱۹۶۶ ‏در چیناری به دنیا آمد و از آکادمی نظامی فرونزه فارغ‌التحصیل شد. وی همچنین برنده مدال شجاعت (ارمنستان) و نشان وارتان مامیکونیان مقدس شده‌است.

## یادداشت
1. ↑  Head of the General department of preparedness of the Armed Forces of the Republic of Armenia